# Rosamunde Pilcher
Rosamunde Pilcher OBE, geboren Scott (Lelant (Cornwall), 22 september 1924 – Dundee, 6 februari 2019) was een Brits schrijfster van zogenaamde 'vrouwenromans'. Tot 1965 schreef ze ook vaak onder het pseudoniem Jane Fraser.

## Leven en werk
Rosamunde Scott was de dochter van een marineofficier. Tijdens de Tweede Wereldoorlog werkte ze voor de Women's Royal Naval Service, was secretaresse bij het Britse ministerie van buitenlandse zaken en verbleef enige tijd in India. In 1946 huwde ze de textielfabrikant Graham Pilcher, met wie ze in Schotland ging wonen. Ze kreeg vier kinderen en schreef vanaf eind jaren veertig een groot aantal romans en verhalen, naar eigen zeggen vaak aan de keukentafel.
Als Jane Fraser schreef Pilcher romantische liefdesverhalen voor vrouwenbladen, zonder veel pretenties. In 1987 kreeg ze voor het eerst ook erkenning als schrijfster met haar familiesage The Shell Seekers (De schelpenzoekers), waarin ze de relatie van een ouder wordende vrouw met haar volwassen wordende kinderen uitwerkt op basis van een sterk psychologisch inzicht. Het boek werd een internationale bestseller en vestigde haar naam als een der betere schrijfsters van vrouwenromans. Behalve in het Verenigd Koninkrijk is haar werk ook in Duitsland bijzonder populair. Haar gezamenlijke werken bereikten internationaal miljoenenoplages. Diverse van haar boeken werden verfilmd en Duitsland werden meer dan honderd van haar verhalen bewerkt tot televisieseries, door de ZDF.
In 2000 beëindigde Pilcher met de roman Winter Solstice haar schrijverscarrière. In 2002 werd zij onderscheiden met de benoeming tot OBE (Officier in de Orde van het Britse Rijk).
Rosamunde Pilcher overleed in 2019 op 94-jarige leeftijd in een ziekenhuis in Dundee.